# Sven Grate

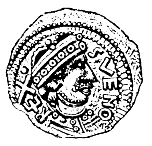
Mynt slaget för Sven Grate

Sven Grate, född omkring 1125, död 23 oktober 1157, var kung av Danmark från 1147. Han var oäkta son till Erik Emune.
Sven vistades i sin ungdom vid kejsar Konrad III:s hov. Han valdes 1147 till kung av invånarna i Själland och Skåne, medan Knut Magnusson valdes av invånarna i Jylland. Trots att ärkebiskop Eskil hjälpte Knut, fick Sven övertaget och besegrade Knut vid Slangerup. Han tog Eskil till fånga och spärrade in honom i Lunds domkyrka, men försonade sig snart med honom och skänkte betydande gods till ärkestiftet. Det blev även vapenvila med Knut och de genomförde ett gemensamt fälttåg mot venderna, men utan framgång. Senare vann Sven segrar vid Høje-Tåstrup 1149 och Viborg två gånger 1151. 
Knut flydde ur landet till den tyske kejsaren, Fredrik I Barbarossa. Vid ett möte i Merseburg tvingades Sven erkänna kejsaren som länsherre och avstå Själland som län till Knut. Väl hemma bröt Sven avtalet och ville endast avstå några mindre områden. Även om Sven inte kunde försvara landet mot vendiska plundringar, drog han i krig mot Sverige 1152–1153.  
Valdemar, hertig av Sønderjylland, sedermera kung Valdemar den store, allierade sig med Knut. 1154 lät Knut och Valdemar hylla sig som kungar i Viborg. Då även ärkebiskop Eskil och Skjalm Hvides ätt övergick till hans motståndare, flydde Sven till Tyskland 1154. Där fick han 1156 viss hjälp av hertigen Henrik Lejonet av Sachsen, men det var inte tillräckligt, så 1157 blev han tvungen att sluta fred, varefter riket skulle delas. Sven skulle behålla Skåneland, medan Knut fick öarna och Valdemar hela Jylland. 
Sven kunde inte acceptera delningen, utan beslöt sig för att mörda bägge sina motkungar vid blodsgillet i Roskilde. Han lyckades få Knut mördad, medan Valdemar sårades och undkom till Jylland. Sven följde efter honom men blev slagen och dödad i slaget på Grate hed den 23 oktober.
Sven gifte sig 1152 med Adelheid, dotter till markgreve Konrad av Meissen. 
Barn:
1. Luccardis, gift med markgreve Berthold II av Istrien.